# Jijantes FC
Jijantes FC és un canal que emet per la plataforma de retransmissió en directe Twitch. El canal el condueix el periodista català Gerard Romero des del desembre del 2020, després de deixar de forma abrupta l'emissora RAC1, on va col·laborar durant 14 anys. A finals d'abril del 2022, el canal comptava amb 94.000 seguidors i el febrer de 2023 superava els 400.000. El canal Jijantes FC tracta l'actualitat esportiva, sobretot del FC Barcelona, però també d'altres equips i disciplines esportives. Alhora, Jijantes TV va donar nom, el 2022, a un dels 12 equips de la lliga de futbol 7 professional Kings League, presidit per Gerard Romero.
Amb data de febrer de 2023, el canal comptava amb uns cinc treballadors, ja sigui a temps complet com parcial.

## Origen del nom
Segons la web oficial, la idea del nom Jijantes prové d'una roda de premsa de l'exentrenador del FC Barcelona, Ronald Koeman.
Koeman, a causa del seu origen holandès, té dificultats per pronunciar el so [ga], i durant les rodes de premsa acostumava a dir "JA" en comptes de "GA". A partir de llavors, els seguidors del canal van votar i escollir el nom de Jijantes per anomenar el programa, tal com ho pronunciava Koeman.

## Anècdotes
El 4 de juliol del 2022 es va fer viral un vídeo del canal, on Gerard Romero protagonitza un haka neozelandès durant una entrevista a Luís Suárez.